# شباب عين الفكرون
الشباب الرياضي لبلدية عين الفكرون، هو نادٍ جزائري لكرة القدم يقع في عين فكرون في ولاية أم البواقي. تأسس عام 1947 وألوان فريقه أبيض وأسود. الملعب الرسمي للفريق هو ملعب عبد الرحمن العلا الذي يتسع لـ 9000 متفرج. يلعب النادي حاليًا في الدوري الوطني لكرة القدم للهواة.

## الألقاب والإنجازات

### على المستوى الوطني
- الرابطة الجزائرية المحترفة الثانية لكرة القدم:

البطل (1): 2012-13